# Surodadi (Candimulyo)
Surodadi is een bestuurslaag in het regentschap Magelang van de provincie Midden-Java, Indonesië. Surodadi telt 5129 inwoners (volkstelling 2010).